# 디어럼

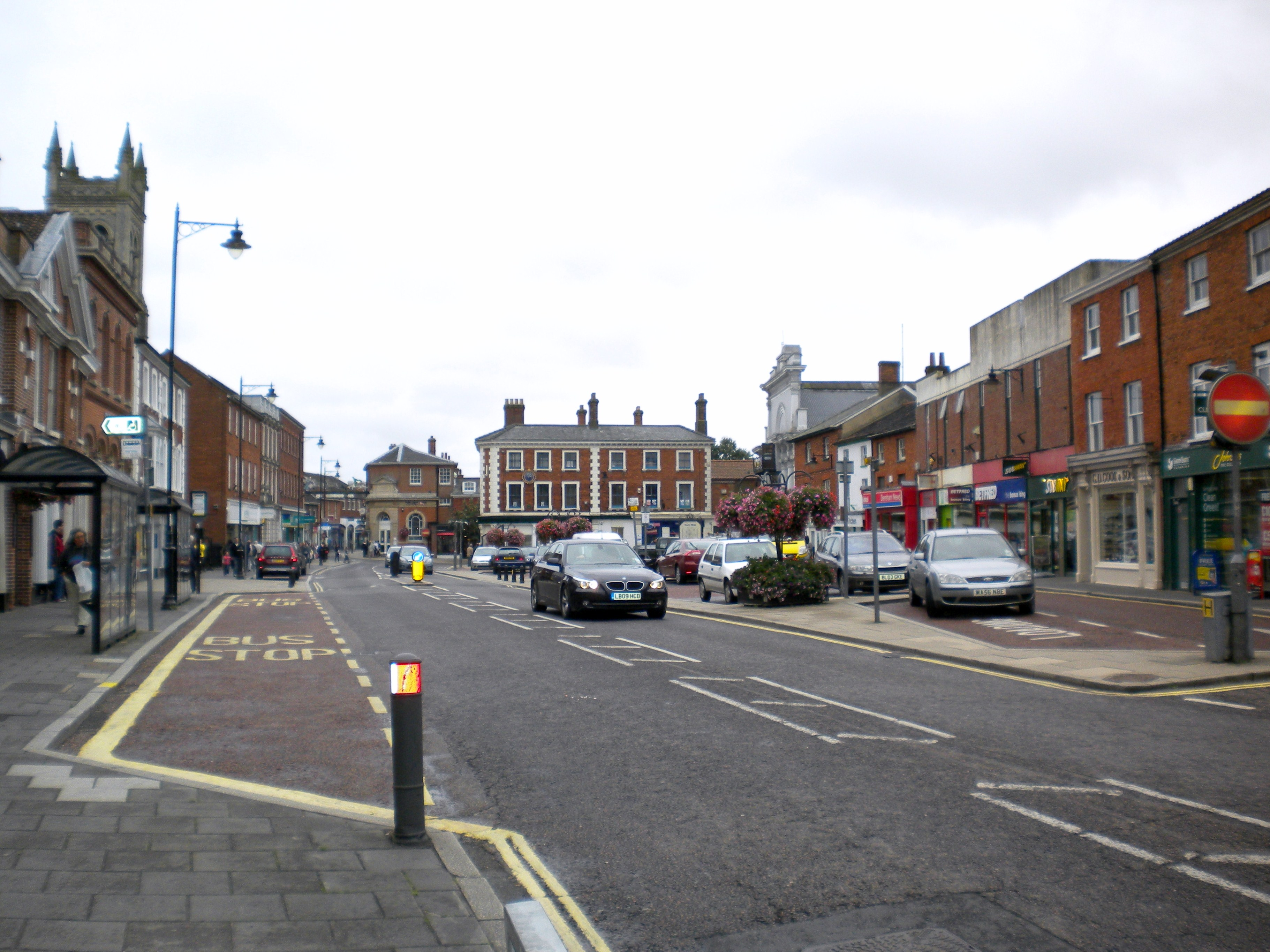
디어럼

디어럼(영어: Dereham)은 잉글랜드 노퍽주에 위치한 도시로 면적은 21.51km2, 인구는 18,609명(2011년 기준)이다. 노리치에서 서쪽으로 25km, 킹스린에서 동쪽으로 40km 정도 떨어진 곳에 위치한다.